# Јелена Милоградов Турин
Јелена Милоградов-Турин (Београд, 28. јануар 1935 — Београд, 3. фебруар 2011) била је српски астроном и редовни професор Математичког факултета у Београду.

## Биографија
Рођена је 28. јануара 1935. године у Београду, где је завршила основну и средњу школу. Дипломирала је 1959. на Физичкој групи Природно-математичког факултета у Београду. Била је стипендиста Универзитета у Манчестеру (енгл. University of Manchester), Енглеска, 1966-1969, и Британског савета, у лето 1979. године. Магистрирала је 1972. на Универзитету у Манчестеру Енглеска тезом „The survey of the region 6h < α < 19h, -25° ≤ δ ≤ 70°“, а докторирала 1982. на Универзитету у Београду дисертацијом „Преглед неба на 38 MHz и галактички спектрални индекс“. Руководилац израде доктората је био енглески академик Ф. Г. Смит. У комисији за одбрану рада били су Мирјана Вукићевић-Карабин, Миливоје Ракић и Трајко Ангелов.
Од 1960. године била је запослена на Природно-математичком факултету (прво на Катедри за механику и астрономију, касније Катедри за астрономију, па Институту за астрономију) односно на садашњем Математичком факултету (на Катедри за астрономију). Држала је вежбе из Опште астрофизике, Практичне астрофизике, Основа звездане астрономије, Теоријске астрофизике, Астрономског наставног практикума, Радио-астрономије и Математике I. Држала је и консултације из Основа звездане астрономије и Практичне астрофизике. Предавала је Радио-астрономију, Историју и методику наставе астрономије и Основе астрофизике. Астрономију је предавала и у Математичкој гимназији у Београду (1969/70-1975/76). Коаутор је књига „Изабрана поглавља звездане астрономије“ (са Иваном Атанасијевићем) (1964, 1974) и „Теоријске основе радио-астрономије“ (са Дејаном Урошевићем) (Математички факултет, Београд, 2007). За доцента је изабрана 1983, за ванредног професора 1989. а за редовног 2002. године. Убрзо после тога (2004) отишла је у пензију. Њен наследник на катедри за астрономију је Дејан Урошевић.
Главне области њеног научног рада су галактичка радио-астрономија и историја југословенске астрономије. Била је руководилац теме Грађа и развој звезданих система научног пројекта „Физика и кретања небеских тела и вештачких сателита“ РЗН СРС (1985 — 1990). Објавила је 43 научна рада у домаћим и страним часописима, 29 стручних радова и саопштила 33 реферата на научним скуповима у земљи и иностранству. Најзначајнији конгреси на којима је учествовала са радовима су Генералне скупштине Међународне астрономске уније (Хамбург, 1964; Брајтон, 1970; Гренобл, 1976), симпозијуми Међународне астрономске уније (Хронинген, 1983; Лајден, 1990) и Скупови европских астронома (Трст, 1974; Фиренца, 1983; Праг, 1987). Цитирана је у SCI (од 1971. до 2003. године) 37 пута. Била је руководилац једне докторске и три магистарске тезе.
Члан је Међународне астрономске уније и њене комисије бр. 40 за радио-астрономију од 1985, а од 1990. до 2002. године била је представник СРЈ у комисији бр. 46, за наставу астрономије. Била је у три наврата (1970 — 1974, 1985-1991. и 1996-2002) члан Националног комитета за астрономију. Члан је и Европског астрономског друштва. Од 1986. до 1990. године била је помоћник уредника Publication of the Department of Astronomy, Faculty of Sciences, University of Beograd. Од 1991. до 2002. године била је члан уређивачког одбора Публикација Астрономске опсерваторије и у два наврата коуредник (1997. и 2003). Добитник је плакете Коларчевог народног универзитета за популаризацију науке. Популаришући астрономију штампала је 57 чланака. Била је члан председништва Астрономског друштва Руђер Бошковић, уредништва његовог часописа „Васиона“ и уредник рубрике „Прилози школској настави“, све од 1969. године, главни и одговорни уредник од 1975. до 1982. и заменик уредника од 1996. до 1997. Од 1994. до 2004. године била је члан уредништва „Младог физичара“, а од 2000. до 2004. заменик уредника. Одржала је бројна предавања на народним универзитетима, Истраживачкој станици Петница, школама, семинарима, радију и телевизији. Од 1995. до 1999. године била је управник Народне опсерваторије и Планетаријума у Београду. Од 1998. до 2002. године била је председник Друштва астронома Србије. Била је први председник националног (астрономског) олимпијског комитета (од 2002 до 2005). Од тада је обављала функцију почасног председника. Од 2004. до 2011. је била председник Астрономског друштва Руђер Бошковић.